# Idaea subochreata
Idaea subochreata är en fjärilsart som beskrevs av John Obadiah Westwood 1844. Idaea subochreata ingår i släktet Idaea och familjen mätare. Inga underarter finns listade i Catalogue of Life.